# Amauris styx
Amauris styx är en fjärilsart som beskrevs av Hans Rebel 1914. Amauris styx ingår i släktet Amauris och familjen praktfjärilar. Inga underarter finns listade i Catalogue of Life.